# Charlie and the Chocolate Factory (musical)

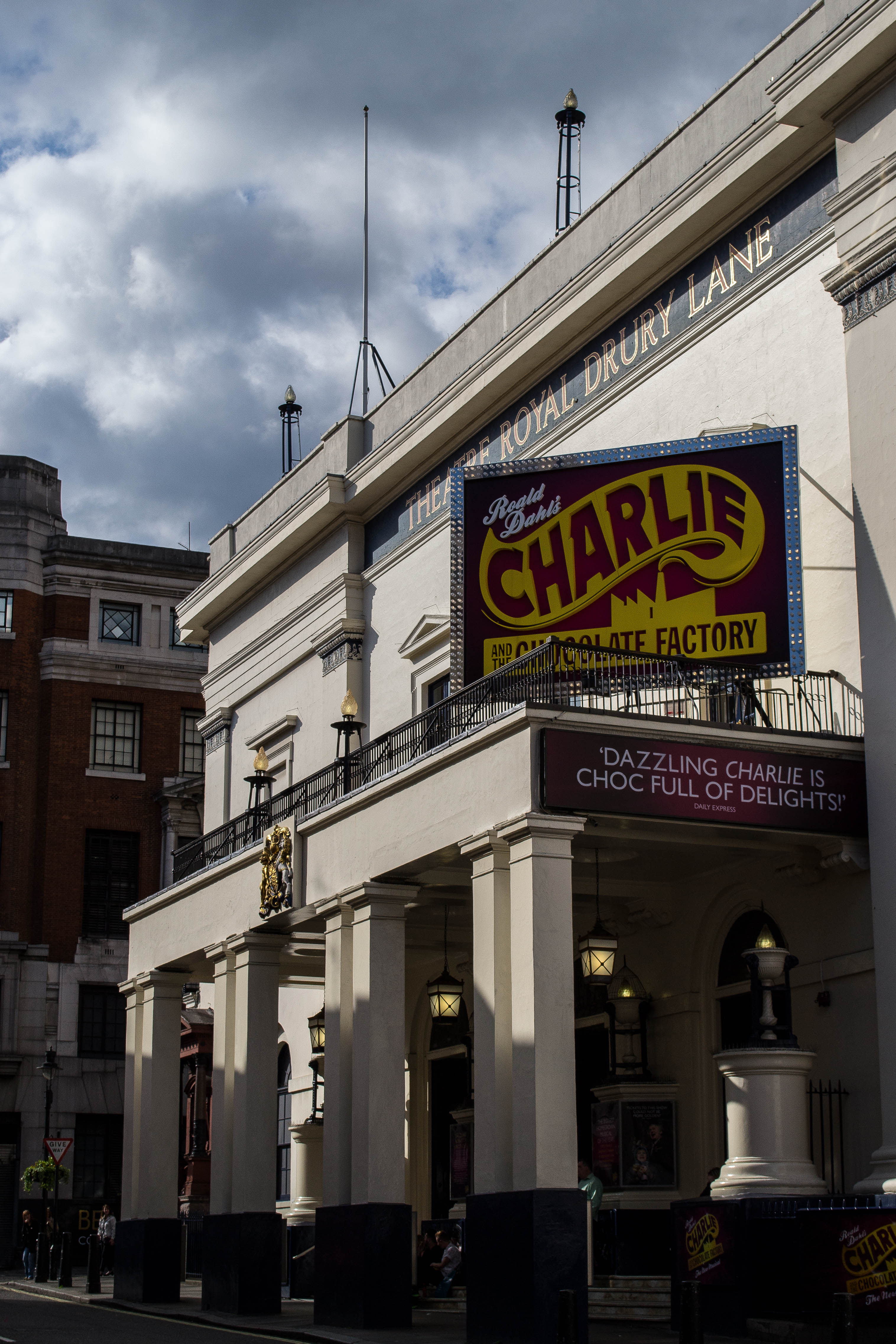
Aankondiging van de musical bij het Royal Drury Lanetheater

Charlie and the Chocolate Factory is een musical gebaseerd op het gelijknamige kinderboek uit 1964 van Roald Dahl. 
De musical ging op 25 juni 2013 in première in Theatre Drury Lane in Londen. Een vernieuwde versie van deze productie ging in première in 2017 op Broadway. De eerste Nederlandstalige productie ging in première op 11 september 2022 in het DeLaMar theater in Amsterdam. 

## Verhaal
Charlie Buckett is een arme jongen, die na schooltijd te vinden is op de plaatselijke vuilnisbelt op zoek naar bruikbare spullen die weggegooid worden. Hij woont samen met zijn ouders en grootouders in een vervallen hut, voor het eten laat hij zijn grootouders graag een verhaal vertellen over Willy Wonka, de eigenaar van 's werelds bekendste chocoladefabriek. 
Na weer een van de verhalen aangehoord te hebben, besluit Charlie om een brief te schrijven aan Willy Wonka met een paar speciale wensen voor zijn ouders en grootouders. Wanneer ze de dag erop toevallig een keer de krant lezen, zien ze een advertentie van een wedstrijd die Willy Wonka organiseert: in vijf willekeurige chocoladerepen verspreid over de hele wereld is een gouden ticket verstopt. De toevallige vinders hiervan krijgen een gratis rondleiding door Wonka's fabriek. Het eerste ticket blijkt al te zijn gevonden in Beieren door Augustus Gloop, de zoon van een plaatselijke slager. Daarna komt er bericht van het tweede ticket, dit is gevonden door de Britse miljonairsdochter Veruca Salt. Niet lang daarna wordt ook de derde winnaar bekendgemaakt: de Amerikaanse Violet Beauregard, die niets anders doet dan kauwgum kauwen. Het begint er somber uit te zien voor Charlie, die ook graag naar de fabriek wil. Zijn kansen slinken nog verder wanneer de vierde winnaar bekend wordt, de Amerikaanse televisie- en computerfreak Mike Teavee.  Charlie krijgt voor zijn verjaardag een wonkareep als cadeau, maar hier zit geen gouden ticket in. Charlie geeft de moed nu maar op, maar dan vindt hij op een dag een verloren dollarbiljet. Voor dat geld koopt hij een wonkareep. Wanneer hij hiervan de wikkel verwijdert, blijkt het de reep met het laatste gouden ticket te zijn. 
Charlie besluit zijn opa Joe mee te nemen naar de fabriek. Daar blijkt dat Willy Wonka geen doorsnee-chocolatier te zijn, maar een nogal excentriek persoon. De rondleiding begint bij een chocoladewaterval. Wanneer Augustus te dicht in de buurt komt, valt hij in deze waterval. Dan blijkt meteen wat voor Willy Wonka het belangrijkste is: zijn chocolade, hij laat de leidingen anders lopen om zo zijn chocolade te redden. De bezoekers maken dan ook kennis met de medewerkers van Willy Wonka: De Oompa Loompa, kleine mensjes die allemaal op elkaar lijken. De rondleiding gaat verder naar de kauwgumafdeling. Hier probeert Violet een maaltijdkauwgum uit. Ze negeert echter een waarschuwing van Willy Wonka dat de kauwgum nog niet perfect is. Wanneer Violet bij het toetje uitkomt, verandert ze ineens in een blauwe bes. Ze wordt afgevoerd door de Oompa Loompa om weer normaal te worden gemaakt. De uitgedunde groep komt bij de notentestafdeling uit. Hier worden alle noten getest door eekhoorns en afgekeurde noten worden in een grote notenkraker gegooid. Veruca gaat ondanks waarschuwingen van Willy Wonka de vloer op, alwaar ze door de eekhoorns als slechte noot wordt afgekeurd en in de notenkraker gegooid, waar de Oompa Loompa haar ternauwernood uit kunnen redden. De groep bestaat hierna nog uit Mike Teavee, Mikes moeder, Charlie, Opa Joe en Wonka. Ze gaan door naar de televisieruimte, waar Wonka een chocoladereep laat transporteren naar een tv. Dit spreekt Mike wel aan en hij wil dit zelf ook. Willy Wonka waarschuwt hem dit niet te doen, maar die waarschuwing is aan dovemansoren gericht. Mike wordt naar de tv getransporteerd, waar Willy Wonka moeite heeft hem terug te vinden. Uiteindelijk krijgen ze hem uit de televisie, maar in miniformaat.
Willy Wonka begeleidt Charlie naar een ruimte waar hij even moet wachten en overal vanaf moet blijven. Charlie probeert dit, maar kan het toch niet laten om in een schrift dat daar ligt uitvindingen op te schrijven waarvan hij denkt dat Willy Wonka er iets aan heeft. Wanneer Willy Wonka terugkomt, denkt Charlie dat hij in de problemen zit, maar dit is niet het geval. Willy beloont Charlie met een prijs die Charlie nooit verwacht had: Charlie wordt Willy Wonka's opvolger als eigenaar van de fabriek.

## Cast
| Character                              | Original West End Cast (2013)                                | Original Broadway Cast (2017)        | Vlaamse Cast (2022)                                                                        | Nederlandse cast (2022)                                                                              |
| -------------------------------------- | ------------------------------------------------------------ | ------------------------------------ | ------------------------------------------------------------------------------------------ | --- |
| Willy Wonka                            | Douglas Hodge                                                | Christian Borle                      | Nordin De Moor                                                                             | Remko Vrijdag                                                                                        |
| Charlie Bucket (Charlie Bakker)        | Jack Costello Tom Klenerman Isaac Rouse Louis Suc            | Jake Ryan Flynn Ryan Foust Ryan Sell | Senn Dauwe Viktor Kryeziu Mauro Degroote                                                   | Noah Fontijn Thomas Koekkoek Dunyah Diallo Jurre van der Maat Tygo Nupoort Teun Meester              |
| Grandpa Joe (Opa Jakob)                | Nigel Planer                                                 | John Rubinstein                      | Koen Van Impe                                                                              | Peter van Heeringen John Buijsman (alternate)                                                        |
| Mr. Beauregarde (Mr. Beauderest)       | Paul J. Medford                                              | Alan H. Green                        | Yemi Oduwale                                                                               | Kevin Klein                                                                                          |
| Mrs. Gloop (Mw. Slok)                  | Jasna Ivir                                                   | Kathy Fitzgerald                     | Marissa van der Meer                                                                       | Anne-Marie Jung                                                                                      |
| Mr. Salt (Mr. Peper)                   | Clive Carter                                                 | Ben Crawford                         | Hans Peter Janssens                                                                        | Stijn Westenend                                                                                      |
| Mrs. Teavee (Mw. Teevee)               | Iris Roberts                                                 | Jackie Hoffman                       | Astrid Stockman                                                                            | Eva van Gessel                                                                                       |
| Augustus Gloop (Casper Slok)           | Harrison Slater Jenson Steele Regan Stokes                   | F. Michael Haynie                    | Lloyd Russel                                                                               | Stef Smits Tom Wijkamp Toon Knuvers Tibbe Gerritsma Mink Vermeulen Nova-Sue Siwabessy                |
| Violet Beauregarde (Violet Beauderest) | India Ria Amarteifio Adrianna Bertola Jade Johnson Mya Olaye | Trista Dollison                      | Sali Haidara                                                                               | Olivia de Vries Nova Hamel Jipp Lanting Thamia Timas Soares Emma Boom Lotta Pillitu                  |
| Veruca Salt (Veruca Peper)             | Polly Allen Tia Noakes Ellie Simons                          | Emma Pfaeffle                        | Nori De Winter                                                                             | Jikke de Wit Chiara Deelen Madelief Adriaansen Nova Meens Aimée Floore Jenia Pekar                   |
| Mike Teavee (Joris Teevee)             | Jay Heyman Adam Mitchell Luca Toomey                         | Michael Wartella                     | Stijn Proesmans                                                                            | Duco Bunschoten Fedde Wallenburg Luca Oedairam Loïc Evenblij Roman Perrier Mex Vrolijks Teun Meester |
| Mrs. Bucket (Mw. Bakker)               | Alex Clatworthy                                              | Emily Padgett                        | Laura Seys                                                                                 | Julia van der Vlugt                                                                                  |
| Grandma Josephine (Oma Jakoba)         | Roni Page                                                    | Kristy Cates                         | Ann De Winne                                                                               | Debbie Korper                                                                                        |
| Grandma Georgina (Oma Willemina)       | Myra Sands                                                   | Madeleine Doherty                    | Liv Van Aelst                                                                              | Anniek Venhoeven                                                                                     |
| Grandpa George (Opa Willem)            | Billy Boyle                                                  | Paul Slade Smith                     | Steve De Schepper                                                                          | Rein Hofman                                                                                          |
| Mr. Bucket                             | Jack Shalloo                                                 | Ryan Breslin                         |                                                                                            | |
| Mrs. Pratchett/Mrs. Green              | Michelle Bishop                                              | Kyle Taylor Parker                   | Isabelle Heremans                                                                          | |
| Jerry/Lovebird Man                     | Ross Dawes                                                   | Jared Bradshaw                       | Steven Colombeen                                                                           | Rick Bok                                                                                             |
| Cherry/Lovebird Woman                  | Kate Graham                                                  | Stephanie Gibson                     | Maja Van Honsté                                                                            | Lakshmi Gajadin                                                                                      |
| Ensemble                               |                                                              |                                      | Sofie De Schryver Liesbeth Roose Esther Nwanu Stijn Proesmans Jervin Weckx Pieter Castelyn | Rick Bok Lakshmi Gajadin Niek van der Deijl                                                          |